# Latinus Silvius
Latinus Silvius ist in der römischen Mythologie ein Nachkomme von Aeneas und vierter König von Alba Longa.
Sein Vorgänger war sein Vater Aeneas Silvius (nach Titus Livius und Diodor), nach Ovid ist er der Sohn des Silvius.
Er regierte 51 Jahre lang. Legt man die von Dionysios von Halikarnassos angegebenen Regierungszeiten mit einer Rückrechnung vom traditionellen Jahr der Gründung Roms zugrunde, so entspricht das den Jahren 1081 bis 1030 v. Chr.
Er war nach Diodor ein machtvoller Herrscher, sowohl was die inneren Angelegenheiten betraf, als auch im Krieg. Der legendären Überlieferung nach war er Gründer zahlreicher Städte, namentlich: Tibur, Praeneste, Gabii, Tusculum, Cora, Pometia, Lanuvium, Labici, Scaptia, Satricum, Aricia, Tellenae, Crustumerium, Caenina, Fregellae, Cameria, Medullia und Boilum.
Sein Nachfolger war sein Sohn Alba Silvius.